# Mets – Willets Point (métro de New York)
Mets – Willets Point est une station aérienne express du métro de New York située dans le quartier de Willets Point dans le Queens. Elle constitue l'avant dernière station à l'est de l'IRT Flushing Line (métros violets), issue du réseau de l'ancienne Interborough Rapid Transit Company (IRT). Elle est située à Flushing Meadows, et dessert deux stades majeurs: le Citi Field qui abrite les matches de baseball des Mets de New York, et le USTA National Tennis Center où a lieu l'US Open de tennis à la fin du mois d'août et au début du mois de septembre. Sur la base des chiffres 2012, la station était la 266e plus fréquentée du réseau.
Initialement, Mets – Willets Point était une station secondaire de la Flushing Line, mais elle fut reconstruite et significativement agrandie à l'occasion de la Foire internationale de 1939. Ainsi, l'ancienne station ne comportait que deux escaliers, et un toit relativement court au niveau des quais. La station actuelle en revanche est beaucoup plus grande, et comporte de larges rampes d'accès construites qui ne sont aujourd'hui plus utilisées que dans le cadre d'événements de grande ampleur. La station fut de nouveau fortement exploitée lors de la Foire internationale de 1964-1965, organisée dans le Corona Park voisin.
Au total, deux services y circulent :
- les métros 7 y transitent 24/7 ;
- les métros <7> y circulent pendant les heures de pointe dans la direction la plus encombrée.